# McLean (Illinois)
McLean é uma vila localizada no estado americano de Illinois, no Condado de McLean.

## Demografia
Segundo o Censo dos Estados Unidos de 2010, a sua população era de 830 habitantes.

## Geografia
De acordo com o United States Census Bureau tem uma área de
1,1 km², dos quais 1,1 km² cobertos por terra e 0,0 km² cobertos por água. McLean localiza-se a aproximadamente 216 m acima do nível do mar.

## Localidades na vizinhança
O diagrama seguinte representa as localidades num raio de 20 km ao redor de McLean.